# Villiers-Saint-Benoît
Villiers-Saint-Benoît – miejscowość i gmina we Francji, w regionie Burgundia-Franche-Comté, w departamencie Yonne.
Według danych na rok 1990 gminę zamieszkiwało 430 osób, a gęstość zaludnienia wynosiła 13 osób/km² (wśród 2044 gmin Burgundii Villiers-Saint-Benoît plasuje się na 508. miejscu pod względem liczby ludności, natomiast pod względem powierzchni na miejscu 135.).